# When the Bough Breaks (film, 2016)
Pour plus de détails, voir Fiche technique et Distribution.
When the Bough Breaks (littéralement « Quand la branche craque ») ou Sois belle et tue-moi au Québec est un thriller érotico-psychologique américain réalisé par Jon Cassar, sorti en 2016.

## Synopsis
John (Morris Chestnut) et Laura Taylor (Regina Hall), couple marié à la quarantaine, désire désespérément avoir un enfant : ils sont inaptes à la grossesse et Laura a déjà fait trois fausses couches. Le couple a trouvé et engage une belle jeune femme Anna Walsh (Jaz Sinclair) qui sera leur mère porteuse. Ils ignorent que derrière le visage angélique d'Anna se cache Mike, son fiancé ultraviolent qui veut l'obliger à tirer un meilleur parti du bébé à naître. Et que derrière Mike se cache encore la véritable personnalité d'Anna…

## Fiche technique
Sauf indication contraire, les informations mentionnées dans cette section peuvent être confirmées par la base de données cinématographiques IMDb,  présente dans la section « Liens externes ».
- Titre original et français : When the Bough Breaks
- Titre québécois : Sois belle et tue-moi
- Réalisation : Jon Cassar
- Scénario : Jack Olsen
- Décors : Chris Cornwell
- Costumes : Olivia Miles
- Photographie : David Moxness
- Montage : Scott Powell
- Musique : John Frizzell ; Robert Jackson (supervision)
- Production : Michael Lynne et Robert Shaye

Coproduction : Valerie Bleth Sharp
Production déléguée : Morris Chestnut, Glenn S. Gainor et Dylan Sellers
- Société de production : Unique Features
- Société de distribution : Screen Gems
- Budget : 10 millions de dollars[réf. nécessaire]
- Pays de production :  États-Unis
- Langue originale : anglais
- Format : couleur – 4K, cinéma numérique – 2,35:1 — son Dolby Digital
- Durée : 107 minutes
- Genre : thriller érotico-psychologique
- Dates de sortie :
  - États-Unis : 9 septembre 2016
  - France : 19 décembre 2019 (Netflix)[1]

## Distribution
- Morris Chestnut (VFB : Mathieu Moreau) : John Taylor
- Regina Hall (VFB : Mélanie Dermont) : Laura Taylor
- Jaz Sinclair (VFB : Mélissa Windal) : Anna Walsh
- Theo Rossi (VFB : Pierre Lognay) : Mike Mitchell
- Romany Malco (VFB : Philippe Allard) : Todd Decker
- Michael K. Williams (VFB : Karim Barras) : Roland White
- Glenn Morshower (VFB : Martin Spinhayer) : Martin Cooper
- GiGi Erneta : Dr Grace Park
- Tom Nowicki (VFB : Guy Pion) : Peter Kaye
- Denise Gossett : Carol

Autres voix : Rosalia Cuevas, Marcha Van Boven, Helena Coppejans, Ludivine Deworst, Michel Hinderyckx, Maxime Van Santfoort, Sébastien Hébrant, Bruno Buidin, Philippe Résimont.
Doublage
- Studio : Cinéphase
- Directeur artistique : Bruno Buidin
- Adaptation : Sandra Devonssay-Leroux
- Mixage : Gabriel Prodhomme

## Production

### Tournage
La production débute en fin janvier 2015 à La Nouvelle-Orléans en Louisiane,. Le tournage commence le 2 février 2015 à La Nouvelle-Orléans, confirmé le 11 février par la société Screen Gems. Il a également lieu dans la St. Charles Avenue en début de mars, et s'achève en fin mi-mars 2015.

### Musique
La musique du film est composée par John Frizzell et supervisée par Robert Jackson.
Chansons du film
 Sauf indication contraire ou complémentaire, les informations mentionnées dans cette section proviennent du générique de fin de l'œuvre audiovisuelle présentée ici.
- Real Love de Sunsun
- All Around the World de John Boutté
- Brave de Jhené Aiko
- My Feet Can't Fail Me Now de Dirty Dozen Brass Band
- Le front caché sur tes genoux de Cécile McLorin Salvant
- The Grass is Greener de John Boutté
- F**k Em Only We Know de Banks
- I've Been Dreaming de Mark Kelly

## Accueil

### Sorties
Le 30 mars 2015, Screen Gems annonce que le film devrait sortir le 16 septembre 2016. Le 13 avril 2016, Sony Pictures dévoile sa première bande annonce. En mai 2016, la sortie est annoncée pour le 9 septembre 2016.
En France, le film ne sort pas en salle, mais il est finalement diffusé sur Netflix le 19 décembre 2019.

### Critiques
Il reçoit un accueil critique défavorable, avec une note de 12 % sur le site Rotten Tomatoes. Le film obtient 28 % sur Metacritic et une note utilisateur de 2,1 le classant ainsi dans la catégorie de « généralement défavorable ».

### Box-office
Le film rencontre en revanche un certain un succès au box-office au Canada et aux États-Unis, décrochant la seconde place lors de sa sortie et générant plus de 30 millions de dollars de recettes pour un budget estimé à 10 millions de dollars.